# Aleurodicus antillensis
Aleurodicus antillensis là một loài côn trùng cánh nửa trong họ Aleyrodidae, phân họ Aleurodicinae.
Aleurodicus antillensis được Dozier miêu tả khoa học đầu tiên năm 1936.